# برقطا
برقطا إحدى قرى مركز كفر شكر التابع لمحافظة القليوبية بجمهورية مصر العربية.

## التاريخ
قرية برقطا من القرى القديمة، حيث وردت باسم «برقطا» في أعمال الشرقية ضمن قرى الروك الصلاحي التي أحصاها ابن مماتي في كتاب قوانين الدواوين، كما وردت في أعمال الشرقية ضمن قرى الروك الناصري التي أحصاها ابن الجيعان في كتاب «التحفة السنية بأسماء البلاد المصرية». وفي العصر العثماني وردت في التربيع العثماني الذي أجراه الوالي العثماني سليمان باشا الخادم في عصر السلطان العثماني سليمان القانوني ضمن قرى ولاية القليوبية، وفي تاريخ 1228هـ/1813م الذي عدّ قرى مصر بعد المسح الذي قام به محمد علي باشا باسم «برقطا» ضمن قرى مديرية القليوبية.

## السكان
بلغ عدد سكان برقطا 5,614 نسمة، حسب الإحصاء الرسمي لعام 2006.